# Stephania cephalantha
Stephania cephalantha är en tvåhjärtbladig växtart som beskrevs av Bunzo Hayata. Stephania cephalantha ingår i släktet Stephania och familjen Menispermaceae. Inga underarter finns listade i Catalogue of Life.

## Bildgalleri

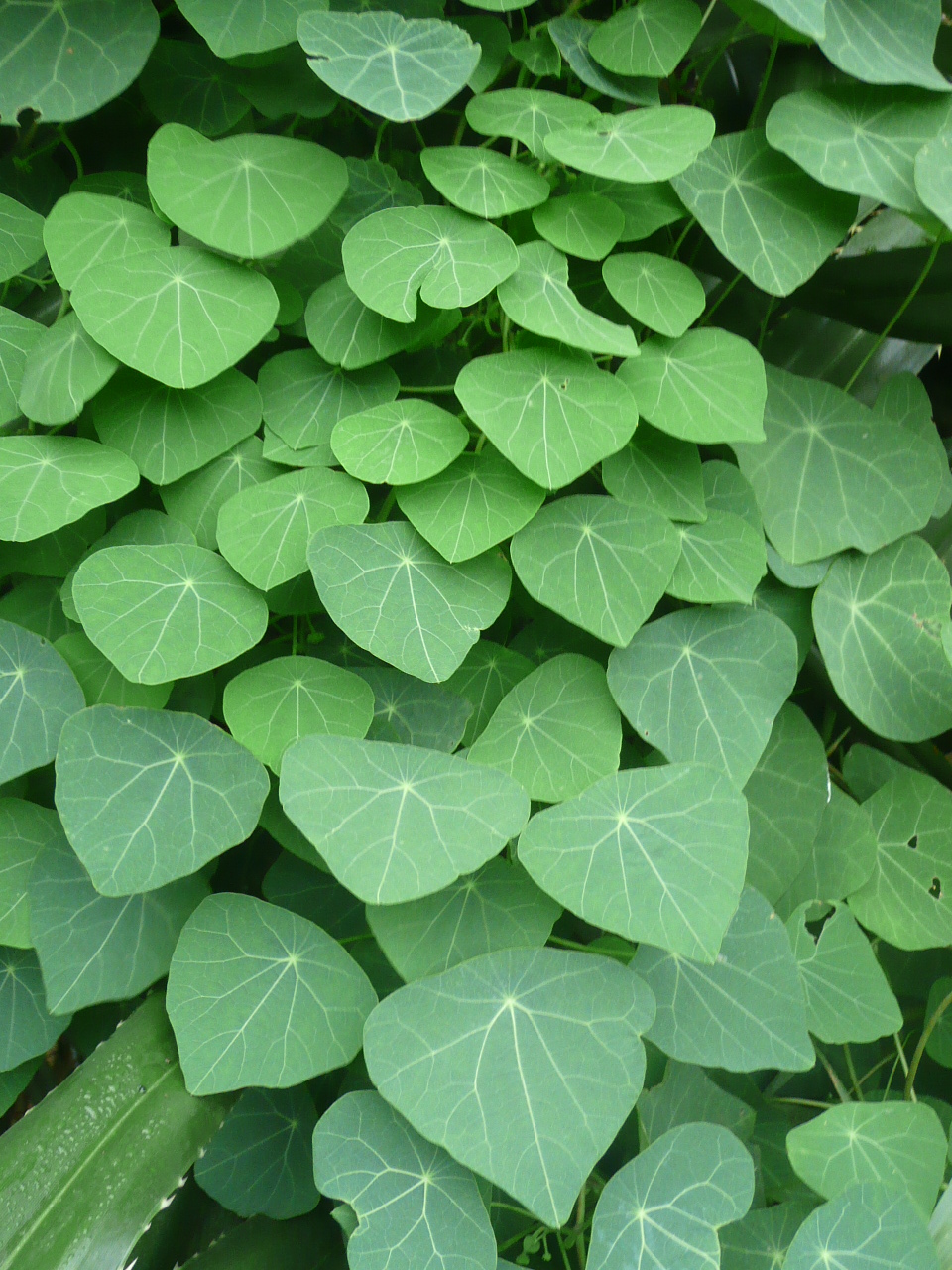